# Stenosphenus gaumeri
Stenosphenus gaumeri là một loài bọ cánh cứng trong họ Cerambycidae.